# 木更津港まつり
木更津港まつりとは、千葉県木更津市で例年8月14日、8月15日の2日にわたって催される祭りである。

## 概要
戦後間もない1948年（昭和23年）、先覚者の慰霊を目的にはじめられた祭りである。2日にわたって行われ、1日目である8月14日にはやっさいもっさいが、2日目となる8月15日には花火大会が開催される。例年の来場者数は25万人を超し、県内でも大きな祭りとなっている。
2011年は東日本大震災の影響により中止が決定した。1日目のやっさいもっさいは時間変更の上開催。
2019年12月4日、東京オリンピック・パラリンピック競技大会開催の影響から、木更津市は花火大会の開催日を9月20日に変更すると発表した（やっさいもっさいは8月14日のまま）。
2020年4月20日、新型コロナウイルス感染症の拡大を受け、やっさいもっさい・花火大会共に開催を中止することが発表された。2021年についても、当初はやっさいもっさいを予定通りの8月14日、花火大会は延期して10月2日の開催を予定していたが、こちらも両方中止となり、2年連続中止となった。
| 年度   | 打ち上げ数                   |
| ------ | ---------------------------- |
| 2008年 | 約8400発                     |
| 2009年 | 約9200発                     |
| 2010年 | 約9000発                     |
| 2011年 | 東日本大震災の影響により中止 |